# Drôles de fantômes
« Dernière Chance (film) » redirige ici. Pour les autres significations, voir Dernière Chance.
Pour plus de détails, voir Fiche technique et Distribution.
Drôles de fantômes ou Dernière Chance au Québec (Heart and Souls) est un film américain réalisé par Ron Underwood et sorti en 1993.

## Synopsis
À San Francisco en 1959, quatre inconnus — tous découragés par leur vie — embarquent dans le même trolleybus de nuit. Penny est une mère célibataire qui regrette de travailler de nuit et d'avoir laissé ses trois enfants à la maison. Harrison, qui aspire à devenir chanteur, s'est retiré d'une audition importante en raison du trac. De son côté, Julia quitte son travail de serveuse pour retrouver son petit ami John, dont elle a rejeté la demande en mariage. Quant à Milo, c'est un petit escroc sans envergure ayant volé un album de timbres. Leur chauffeur, Hal, distrait par deux passagers dans une autre voiture, fait accidentellement dévier le trolleybus d'un viaduc, tuant tout le monde à bord.
Au même moment, Frank Reilly conduit sa femme Eva, enceinte, à l'hôpital. Frank évite le trolleybus juste avant qu'il ne s'écrase. Alors que les Reilly sont en sécurité, Eva accouche de leur bébé dans la voiture. Alors que le chauffeur Hal accède au paradis, les âmes des quatre passagers sont « attachées » au nouveau-né, Thomas Reilly, pour des raisons qu'ils ne comprennent pas. Seul Thomas peut les voir et les entendre. Ils sont obligés de le suivre partout où il va. Au fil des années, les quatre âmes aiment Thomas et vice versa. Cependant, à mesure que le garçon grandit, ses parents s'inquiètent de son obsession pour ces « personnes invisibles » et envisagent de le faire interner. De plus, le couple est au bord du divorce. Réalisant que leur présence blesse Thomas, le quatuor décide de devenir invisible pour lui également. Cet abandon amène le jeune Thomas à éviter de s'engager pour le reste de sa vie, craignant que les personnes aimées le quittent également.
Trente-quatre ans plus tard, Hal revient avec son trolleybus. Parce que son irresponsabilité a mis fin à quatre vies innocentes, le chauffeur a été condamné à transporter les âmes. Il est maintenant venu chercher ses anciens passagers. Le quatuor apprend qu'ils ont été liés à Thomas toutes ces années parce que chacun d'eux est mort avec une affaire inachevée : Penny n'a jamais découvert ce qui est arrivé à ses enfants, Harrison n'a jamais vaincu ses peurs et réalisé son rêve de chanter en public, Julia n'a jamais dit à John ses vrais sentiments, et Milo n'a jamais rendu l'album de timbres, ce qui l'aurait libéré de la culpabilité de sa vie de crime. Thomas était censé leur servir de forme corporelle, les aidant à résoudre leurs dernières affaires ; s'il refusait de l'aider, ils devaient habiter son corps et l'utiliser pour résoudre leurs problèmes. Après avoir convaincu Hal de leur donner un peu plus de temps pour rectifier leur vie inachevée, ils réapparaissent auprès de Thomas, désormais devenu un banquier impitoyable qui refuse de s'ouvrir à sa dévouée petite amie Anne.

## Fiche technique
- Titre original : Heart and Souls
- Titre français : Drôles de fantômes
- Titre québécois : Dernière Chance
- Réalisation : Ron Underwood
- Scénario : Brent Maddock, S. S. Wilson, Gregory Hansen et Erik Hansen
- Décors : John Muto
- Costumes : Jean-Pierre Dorléac
- Photographie : Michael W. Watkins
- Montage : O. Nicholas Brown
- Musique : Marc Shaiman
- Production : Cari-Esta Albert, Sean Daniel, Erik Hansen, Gregory Hansen, James Jacks et Nancy Roberts
- Sociétés de production : Alphaville Films et Stampede Entertainment
- Distribution :  Universal Pictures
- Pays de production :  États-Unis
- Format : couleurs - 2,35:1 - DTS / Dolby - 35 mm
- Genre : Comédie dramatique, Fantastique
- Durée : 104 minutes
- Date de sortie : 
  - États-Unis : 13 août 1993
  - France : 1993

## Distribution
- Robert Downey Jr. (VF : Vincent Violette) : Thomas Reilly
- Alfre Woodard (VF : Ginette Pigeon) : Penny Washington
- Kyra Sedgwick (VF : Françoise Cadol) : Julia
- Charles Grodin (VF : Michel Papineschi) : Harrison Winslow
- Tom Sizemore (VF : Renaud Marx) : Milo Peck
- David Paymer (VF : Philippe Peythieu) : Hal
- Elisabeth Shue : Anne
- Wren T. Brown (VF : Jacques Martial) : le sergent Barclay
- Eric Lloyd (VF : Hervé Grull) : Thomas Reilly, à l'âge de 7 ans
- Bill Calvert : M. Reilly
- Lisa Lucas : Mme Reilly
- Robert Parnell (VF : Jean-Claude Sachot) : Mitchell
- Sean O'Bryan (VF : Philippe Vincent) : John McBride
- Richard Portnow : Max Marco
- Chasiti Hampton : Shirley Washington, à l'âge de 7 ans
- Wanya Green : Diane Washington, à l'âge de 9 ans
- Janet MacLachlan (VF : Liliane Gaudet) : Agnes Miller
- Lavar David Levingston : Billy Washington, à l'âge de 4 ans
- Kurtwood Smith : Patterson (non crédité)
- Chloe Webb : la patiente de l'hôpital psychiatrique (non créditée)

## Production
Le tournage a débuté le 1er décembre 1992 et s'est déroulé à Long Beach et San Francisco.

## Bande originale
- Walk Like A Man, interprété par Frankie Valli & The Four Seasons
- I Only Have Eyes For You, interprété par The Flamingos
- Whatever Will Be, Will Be (Que Sera, Sera), interprété par Doris Day
- What'd I Say, interprété par Ray Charles
- Ah Ci Ben Mio, composé par Giuseppe Verdi et interprété par Franco Corelli
- The Thrill Is Gone, interprété par B. B. King
- M.. Hug-A-Bug, interprété par Alfre Woodard
- My Heart & Soul, interprété par Stephen Bishop

## Distinctions
- Prix du meilleur acteur pour Robert Downey Jr. et nominations aux prix du meilleur film fantastique, meilleur réalisateur, meilleur scénario, meilleurs effets-spéciaux, meilleur second rôle masculin pour Charles Grodin et Tom Sizemore, meilleur second rôle féminin pour Kyra Sedgwick et Alfre Woodard aux Saturn Awards 1994.
- Nomination au Young Artist Award du meilleur acteur de moins de dix ans pour Eric Lloyd en 1994.